# Дрягуново
Дрягуно́во (рос. Дрягуново) — село у складі Горноуральського міського округу Свердловської області.
Населення — 59 осіб (2010, 49 у 2002).
Національний склад станом на 2002 рік: росіяни — 96 %.
Стара назва — Дрягунова.